# Zębowo (województwo kujawsko-pomorskie)
Zębowo – wieś w Polsce położona w województwie kujawsko-pomorskim, w powiecie toruńskim, w gminie Obrowo.
W latach 1975–1998 miejscowość należała administracyjnie do województwa toruńskiego.
Początki miejscowości sięgają 1. połowy XIV w. We wsi znajduje się Pałac i ufundowany w 1858 pomnik na cześć ofiar epidemii cholery z lat 1658 i 1831. Nieopodal pałacu znajduje się uznany za pomnik przyrody kem nazywany "Zieloną Górą".